# Gongylus (Empusidae)
Gongylus Thunberg, 1815 è un genere di insetti mantoidei appartenenti alla famiglia Empusidae.

## Descrizione
Il corpo si presenta esile, ai lati del pronoto sono presenti due processi laterali, di valore tassonomico. Le zampe sono lunghe e sottili, quelle posteriori e mediani presentano una espansione lobiforme all'apice del femore. Sul capo è presente una apofisi allungata con apice appiattito. La femmina adulta non presenta ali interamente sviluppate mentre il maschio le ha allungate e funzionanti. Le antenne della femmina sono corte e con estremità uncinata, quelle del maschio sono invece allungate e bipettinate.

## Distribuzione e habitat
Asia meridionale e sud-est Asiatico.

## Tassonomia
Il genere Gongylus comprende 3 specie:
- Gongylus gongylodes (Linnaeus, 1758)
- Gongylus pauperatus (Fabricius, 1793)
- Gongylus trachelophyllus Burmeister, 1838